# Rekstrookje

Folie rekstrookje. Het strookje met deze vorm is veel gevoeliger voor rek in verticale richting dan horizontaal. De markeringen aan de buitenzijde dienen ter uitlijning tijdens de installatie.

Drie rekstrookjes in rozetvorm. Hiermee kan rek in alle richtingen worden gemeten.

Een rekstrookje is een elektronische component waarmee de mate van vervorming (uitrekken of inkrimpen, torsie) van een materiaal kan worden gemeten. Een rekstrookje bestaat uit een folie, doorgaans niet groter dan een postzegel, met daarop een elektrische geleider. Men plakt dit strookje op het voorwerp waarvan de rek gemeten moet worden.
Een rekstrookje meet een eendimensionale rek. Met een rekstrookrozet (drie onder 60° staande strookjes) kan men de volledige rektoestand bepalen.
Wordt een rekstrookje op een materiaal met bekende rekeigenschappen bevestigd, dan kan het als krachtopnemer worden gebruikt. Bijzondere gevallen hiervan zijn momentopnemers, drukopnemers, en dergelijke.

## Werking
De werkingswijze van een rekstrookje berust op het principe dat bij een gelijkblijvende vierkantsweerstand van een elektrisch geleidende laag de weerstand tussen twee tegenovergestelde zijden van een rechthoekig vlak van deze laag bepaald wordt door de hoogte-breedteverhouding van deze rechthoek.
Als het rekstrookje uitgerekt wordt, dan wordt de daarop aangebrachte elektrische geleider een fractie langer en gelijktijdig een fractie smaller (en tevens een fractie dunner, wat de vierkantsweerstand ook nog doet stijgen). Daardoor stijgt de elektrische weerstand van het rekstrookje een fractie en dat kan met een gevoelige weerstandsmeter gemeten worden.

## Bevestiging
Rekstrookjes worden gewoonlijk vastgelijmd op het oppervlak van het onderdeel waarvan de rek moet worden gemeten. De te gebruiken lijm moet aan speciale eisen voldoen. De lijm zelf moet na uitharden zo min mogelijk kruip vertonen, teneinde een verlopen van de meetgevoeligheid te voorkomen. De lijm moet vóór het uitharden dun kunnen uitvloeien. Een te dikke lijmlaag verhoogt de kans op kruip. Veelgebruikte lijmsoorten zijn bepaalde tweecomponentenlijmen en secondelijmen. Speciale toepassingen van het rekstrookje kunnen nog verdere eisen met zich meebrengen, zoals bestandheid tegen bepaalde chemicaliën.

## Geometrie

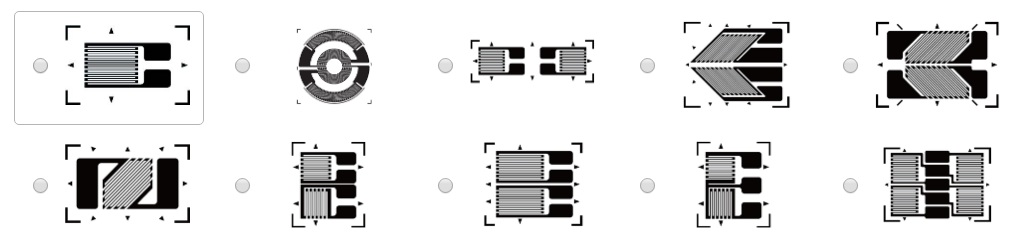
Vormen van rekstroken.

Afhankelijk van de functie worden er verschillende vormen en configuraties rekstroken gebruikt, bijvoorbeeld:

Membraanrekstrookje voor drukopnemers. De twee buitenste rekstrookjes meten de radiale rek, de twee binnenste de tangentiële rek. Niet alle interne aansluitingen voor de brug van Wheatstone zijn reeds gemaakt, zodat er desgewenst nog weerstandjes tussen geplaatst kunnen worden voor kalibratie en temperatuurcompensatie.

- Lineair
- Dubbelvoudig lineair
- Schuin
- Dubbelvoudig schuin
- Kolom
- 90° rozet
- 45° rozet
- Halve brug
- Volle brug
- Membraanrozet

## Toepassing
Rekstrookjes worden vaak toegepast om mechanische spanning te meten in constructies en zo te bepalen of die constructie (bijvoorbeeld een brug) niet te hoog belast wordt.
Rekstrookjes-meettechniek wordt veel toegepast bij het ontwerp van krachtopnemers en weegcellen. De meeste krachtmeters en ook vele (grote) weegwerktuigen zijn eigenlijk een veer met een vervormingsmeter. De rekstrookjes zijn hierbij de vervormingsmeter.
Vier rekstrookjes, of een veelvoud hiervan, worden in een brug van Wheatstone geschakeld om de vervorming van een verend meetelement te meten. De vervorming hiervan, en daarmee ook de verandering van de verhouding tussen de weerstanden van de vier rekstrookjes, zal volgens de wet van Hooke evenredig zijn met de kracht die er op wordt uitgeoefend. De differentiaalspanning tussen deze vier weerstanden is een maat voor de belasting.
Vaak worden rekstrookjes met zijn vieren op één dragerfolie geplaatst, waarbij zij reeds in een brug van Wheatstone zijn geschakeld. In dat geval is veelal één hoekpunt van de brug niet doorverbonden. Hier kan een externe kalibratieweerstand tussen worden geplaatst om een nulinstelling mogelijk te maken. Ook kan op deze wijze een temperatuurcompensatie worden gerealiseerd.
Er zijn ook speciale membraanrekstrookjes. Deze worden gebruikt in membraan-drukopnemers voor vooral hoge drukken. Deze rekstrookjes zijn cirkelvormig en bevatten vier afzonderlijke rekstrookelementen. Twee hiervan meten de radiale rek en de twee andere een tangentiële rek. De vier rektrookjes zitten in een brug van Wheatstone.
Rekstrookjes zijn leverbaar voor verschillende uitzettingscoëfficiënten. Door een rekstrookje te kiezen waarvan de uitzettingscoëfficiënt zo dicht mogelijk ligt bij die van het materiaal waarop het geplakt moet worden, wordt de invloed van uitzettingsverschillen bij temperstuurveranderingen gecompenseerd. Hiermee wordt voorkomen dat rek ten gevolge temperatuurveranderingen ten onrechte als een belasting wordt geïnterpeteerd.